# Danse en Australie

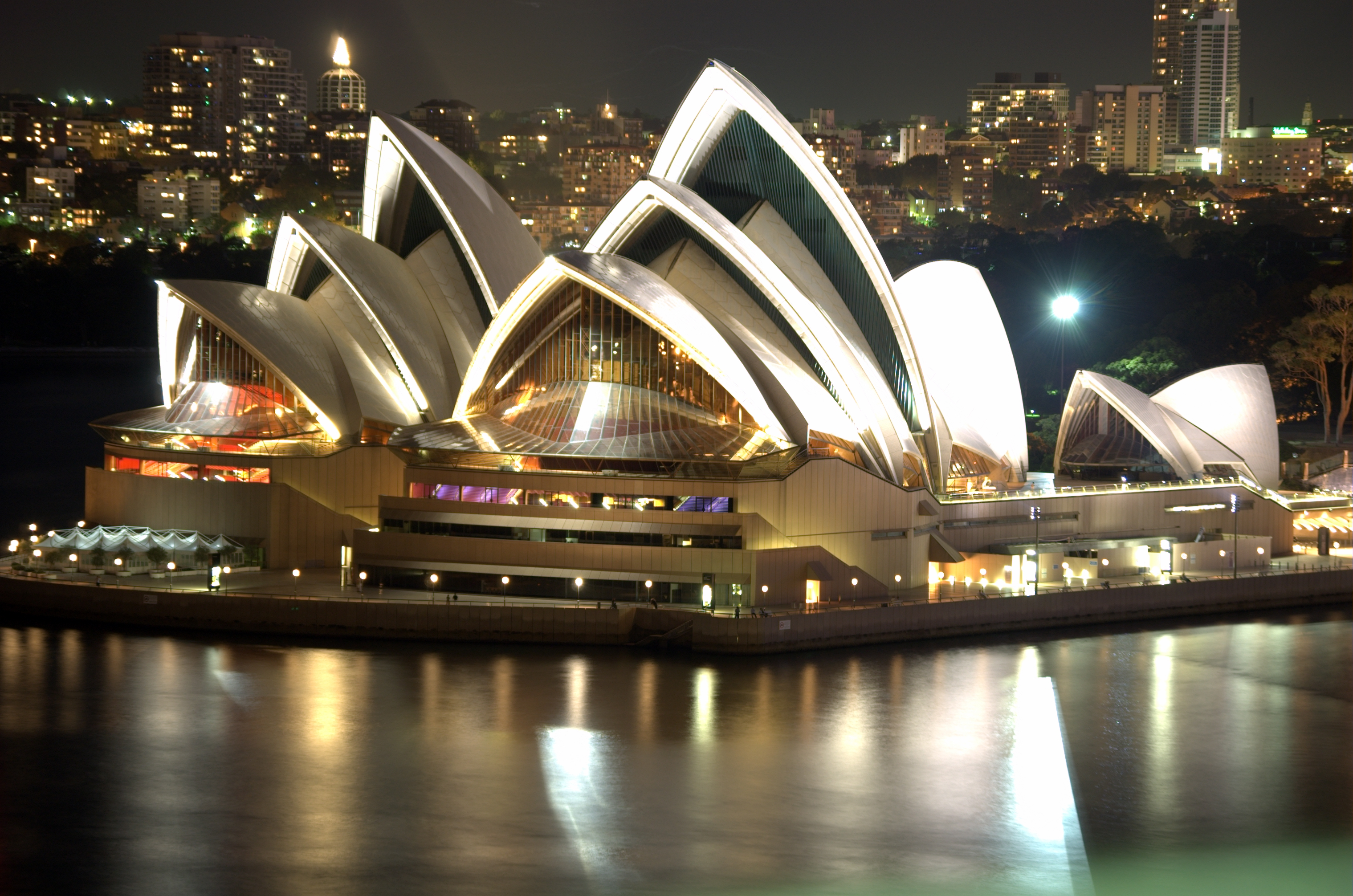
L'Opera de Sydney ouvert en 1973, bâtiment de théâtre le plus célèbre du XXe siècle

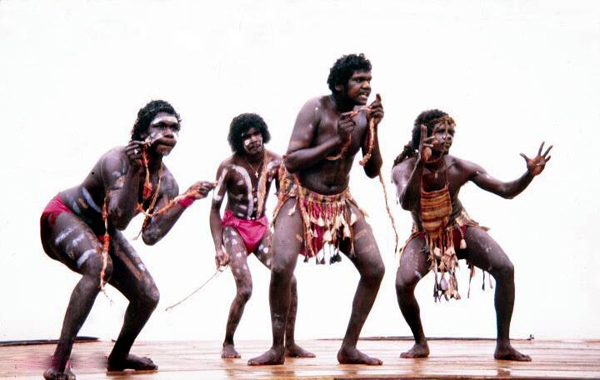
Danseurs aborigènes en 1981

Robert Helpmann, danseur, acteur, metteur en scène et chorégraphe australien

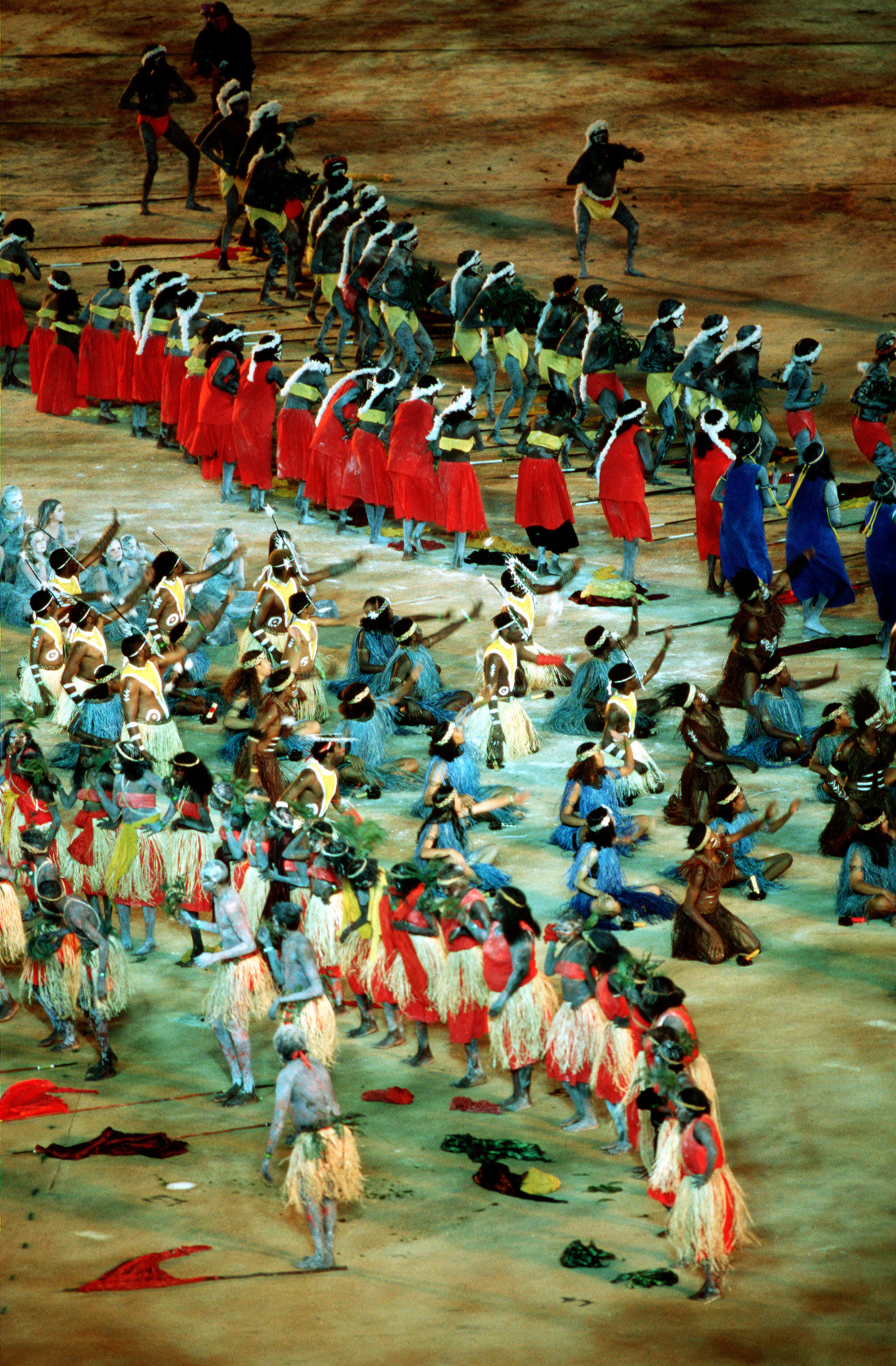
Cérémonie d'ouverture des Jeux olympiques d'été 2000.

Il y a, en Australie, une tradition très riche de danse, vivifiée par l’héritage des Corroboree aborigène et par de grands danseurs de ballet comme Sir Robert Helpmann ou des chorégraphes de danse contemporaine de notoriété internationale comme Lloyd Newson. Beaucoup de communautés immigrées continuent leurs propres traditions de danse sur une base professionnelle ou d'amateur.

## Danse en Australie
Les danses et cérémonies indigène sont exécutées en Australie depuis des temps immémoriaux. Ces rituels avec chant et décoration du corps dépeindraient souvent des contes du Temps du rêve. Pendant les années 1940, John Antill a composé la musique pour un ballet basé sur le Corroboree aborigène. La production a voyagé en Australie pendant les années 1950 et faisait partie du programme de la première visite royale en Australie par la reine Élisabeth II. La fusion des influences indigènes et occidentales est maintenant souvent vue dans les théâtres australiens. Le théâtre de danse de Bangarra en est un exemple. 
Beaucoup de communautés immigrées continuent leurs propres traditions de danse sur une base professionnelle ou d'amateur. La Bush Dance est une forme uniquement australienne de danse qui a évolué depuis ses racines celtiques et anglaises et, plus récemment, a été influencée par la musique country américaine. L'accompagnement instrumental peut être au fiddle, à l'accordéon, au concertina et aux percussions. Les principaux représentants incluent le groupe The Bushwhackers.
L’Australian Ballet est la compagnie nationale de danse australienne installée à Melbourne en 1959. En 1959, Peggy van Praagh devient directrice artistique de la nouvelle compagnie subventionnée par l'État, secondée par Robert Helpmann de 1965 à 1976. Parmi leurs successeurs, Maina Gielgud en 1983 et David McAllister en 2001,.
La danse contemporaine australienne est actuellement emmenée par le danseur et chorégraphe Lloyd Newson (né en 1956) qui, avec sa compagnie DV8 Physical Theatre basée cependant en Angleterre, présente depuis 1986 une danse engagée physiquement et socialement utilisant l'apport de la vidéo dans ses créations.
Les Jeux olympiques d'été de 2000 à Sydney ont été l'occasion d'exposer les thèmes de la culture australienne. La cérémonie d'ouverture, conçue par Ric Birch et David Atkins, exprime l'histoire australienne par la danse, avec des parties consacrées à l'histoire indigène, à l'arrivée des Anglais, à le romance du Bush australien; et la période moderne de l'immigration multiculturelle.
Ballroom Dancing, un film musical australien réalisé par Baz Luhrmann en 1992, a augmenté la conscience de la danse de concours en Australie et récemment, la danse de concours est devenue un genre populaire à la télévision, avec le succès de So You Think You Can Dance Australia sur Network Ten.
Parmi les danseurs australiens peuvent être cités Wade Robson et Paul Mercurio.

## Compagnies de danse
- Australian Ballet
- Queensland Ballet
- West Australian Ballet
- Australian Dance Theatre (Garry Stewart)
- Ballet Lab
- Bangarra Dance Theatre
- Chunky Move
- Company In Space
- etc.

## Enseignement de la danse
Nouvelle Galles du Sud
- Université Macquarie
- Université de Nouvelle-Galles-du-Sud
- University of Western Sydney

Victoria
- Australian Ballet School
- Box Hill Institute
- Université Deakin
- Victorian College of the Arts (University of Melbourne)
- Victoria University of Technology

Queensland
- Université de technologie du Queensland